# Formiche Alto
Formiche Alto è un comune spagnolo di 204 abitanti situato nella comunità autonoma dell'Aragona.